# Felix Krahnstöver
Felix Krahnstöver   (Peine, 14 d'octubre de 1948) és un ex-pilot de trial alemany que destacà en competicions europees durant la dècada de 1970 com a oficial de Montesa, havent guanyat 10 Campionats d'Alemanya i nombroses proves internacionals. Durant la seva etapa d'activitat, era prou conegut dins el món del trial per la seva alçada, ja que fa prop de dos metres d'alt.
El 1977 fitxà per l'austríaca KTM i durant dues temporades fou el provador del prototipus de trial de la marca, sense gaire bons resultats, tornant a Montesa després d'aquesta etapa. Finalment, KTM no comercialitzà mai el seu model de trial. Actualment, Krahnstöver és l'importador de Bicicletes Monty a Alemanya, tasca que inicià tot just acabada de crear l'empresa pel seu amic Pere Pi el 1983.

## Palmarès
| Any          | Motocicleta  | C. del Món | C. d'Alemanya |
| ------------ | ------------ | ---------- | ------------- |
| 1969         | Zündapp      | -          | ?             |
| 1970         | Zündapp      | -          | 1r            |
| 1971         | Montesa      | 28è        | ?             |
| 1972         | Montesa      | 28è        | ?             |
| 1973         | Montesa      | -          | 1r            |
| 1974         | Montesa      | -          | 1r            |
| 1975         | Montesa      | 22è        | 1r            |
| 1976         | Montesa      | 17è        | 1r            |
| 1977         | Montesa/KTM  | -          | 1r            |
| 1978         | KTM          | 23è        | 1r            |
| 1979         | Montesa      | 25è        | 1r            |
| 1980         | Montesa      | -          | 1r            |
| 1981         | Montesa      | -          | 1r            |
| 1982         | Montesa      | -          | ?             |
| 1983         | Montesa      | -          | ?             |
| Total títols | Total títols | 0          | 10            |

Notes
1. ↑  Fins al 1974 el Campionat era d'Europa, i a partir de 1975 va passar a anomenar-se Campionat del Món
2. ↑   Al total de títols s'hi compten tots els campionats estatals o internacionals guanyats